# Каллен, Том
Том Ка́ллен (англ. Tom Cullen, род. 17 июля 1985, Аберистуит, Кередигион, Уэльс) — валлийский актёр и сценарист. Наиболее известен по роли Энтони Фойла, графа Гиллингэма, в телесериале «Аббатство Даунтон». За роль в фильме «Уикенд» он получил «Премию британского независимого кино» и был номинирован на премию «Лондонского кинофестиваля» как самый перспективный новичок.

## Биография
Каллен родился в семье писателей в Аберистуите, Кередигион; в семье помимо него было ещё два ребёнка. Он провел свои ранние годы в Лландриндод-Уэллсе и переехал в Кардифф в возрасте двенадцати лет, где поступил в среднюю школу Лланишен. Прежде, чем стать актёром, он управлял мексиканским рестораном и был увлечён музыкой. Каллен с отличием окончил Королевский валлийский колледж музыки и драмы в 2009 году, после того, как год посещал Центральную школу речи и драмы.

## Фильмография

### Кино
| Год  | Название на русском    | Название на английском        | Роль              | Примечания      |
| ---- | ---------------------- | ----------------------------- | ----------------- | --------------- |
| 2006 | Папина дочка           | Daddy’s Girl                  | Джейсон           |                 |
| 2008 |                        | Watch Me                      | Том               | Короткометражка |
| 2009 | 20 вопросов            | 20 Questions                  | Адам              | Короткометражка |
| 2010 | Баланс                 | Balance                       | Нико              | Короткометражка |
| 2011 | Уикенд                 | Weekend                       | Рассел            |                 |
| 2012 | Генри                  | Henry                         | Генри             | Короткометражка |
| 2013 | Комната 8              | Room 8                        | Айвс              | Короткометражка |
| 2013 | Последние дни на Марсе | The Last Days on Mars         | Ричард Харрингтон |                 |
| 2014 | Танцующий в пустыне    | Desert Dancer                 | Ардаван           |                 |
| 2015 | Если ты увидишь её     | Happily Ever After            | Колин             |                 |
| 2015 |                        | No Compass in the Wilderness  | Нильс             | Короткометражка |
| 2015 | Сотни улиц             | A Hundred Streets             | Джеймс            |                 |
| 2015 |                        | Black Mountain Poets          | Ричард            |                 |
| 2015 |                        | The Batsman and the Ballerina | Саймон            | Короткометражка |
| 2016 | Мина                   | Mine                          | Томми Мэдисон     |                 |
| 2016 |                        | The Other Half                | Никки             |                 |
| 2021 | Исчезнувший            | My Son                        | Фрэнк             |                 |

### Телевидение
| Год     | Название на русском     | Название на английском   | Роль                        | Примечания                        |
| ------- | ----------------------- | ------------------------ | --------------------------- | --------------------------------- |
| 2010    | Злоключения за границей | Banged Up Abroad         | Йорам                       | Эпизод «Tokyo»                    |
| 2010    | Пен Талар               | Pen Talar                | Ричард                      | Эпизоды 1.7 и 1.8                 |
| 2011    | Чёрное зеркало          | Black Mirror             | Джонас                      | Эпизод «История всей твоей жизни» |
| 2012    | Мир без конца           | World Without End        | Вульфрик                    | Мини-сериал; 8 эпизодов           |
| 2013—14 | Аббатство Даунтон       | Downton Abbey            | Энтони Фойл, граф Гиллингэм | Постоянная роль; 12 эпизодов      |
| 2015    |                         | The Trials of Jimmy Rose | Джейсон Роуз                | Мини-сериал; 3 эпизода            |
| 2015    | Пять                    | The Five                 | Марк                        | Главная роль                      |
| 2017    | Падение Ордена          | Knightfall               | Лэндри                      | Главная роль                      |
| 2021    | Становление Елизаветы   | Becoming Elizabeth       | Томас Сеймур                |                                   |